# Realisme social

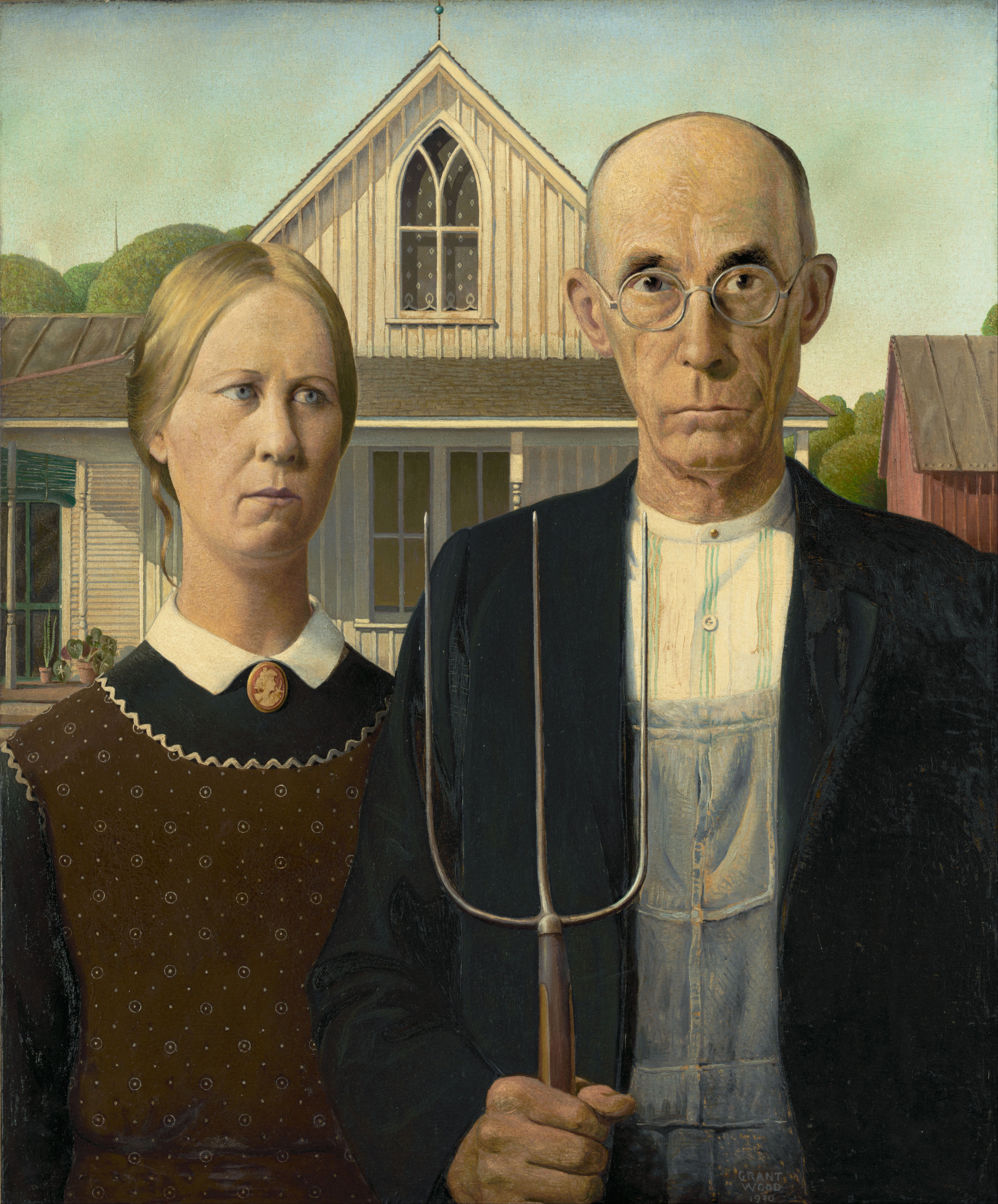
Gòtic americà (1930), de Grant Wood, s'ha convertit en una icona àmpliament coneguda (i sovint parodiada) del realisme social.

El realisme social és el terme utilitzat per a designar l'obra produïda per pintors, gravadors, fotògrafs, escriptors i cineastes que pretén denunciar les condicions socioeconòmiques de vida de la classe treballadora com a mitjà per a criticar les estructures de poder que sostenen aquestes condicions injustes. Tot i que les característiques de l'estil varien d'un país a un altre, gairebé sempre empra una forma de realisme descriptiu o crític.
De vegades el terme s'utilitza de manera particular per a designar el moviment artístic que va florir entre les dues guerres mundials com a reacció a les dificultats i problemes que va patir la societat després del Crac del 29. A fi de fer l'art accessible a un públic més ampli, els artistes van recórrer a retrats realistes de treballadors anònims i de persones populars com a icones heroiques del coratge davant de l'adversitat. Amb aquest objectiu polític volien exposar el deteriorament de les condicions reals de les classes populars i passar comptes amb els governs i els sistemes socials existents.
El realisme social no s'ha de confondre amb el realisme socialista, la forma d'art soviètica que va ser institucionalitzada per Ióssif Stalin el 1934 i, posteriorment, va ser adoptada pels partits comunistes d'arreu. També és diferent del realisme ja que no només presenta les condicions dels pobres, sinó que ho fa transmetent les tensions entre dues forces oposades, com ara entre els pagesos i els terratinents. Tanmateix, de vegades els termes realisme social i realisme socialista s'utilitzen indistintament.

## Orígens

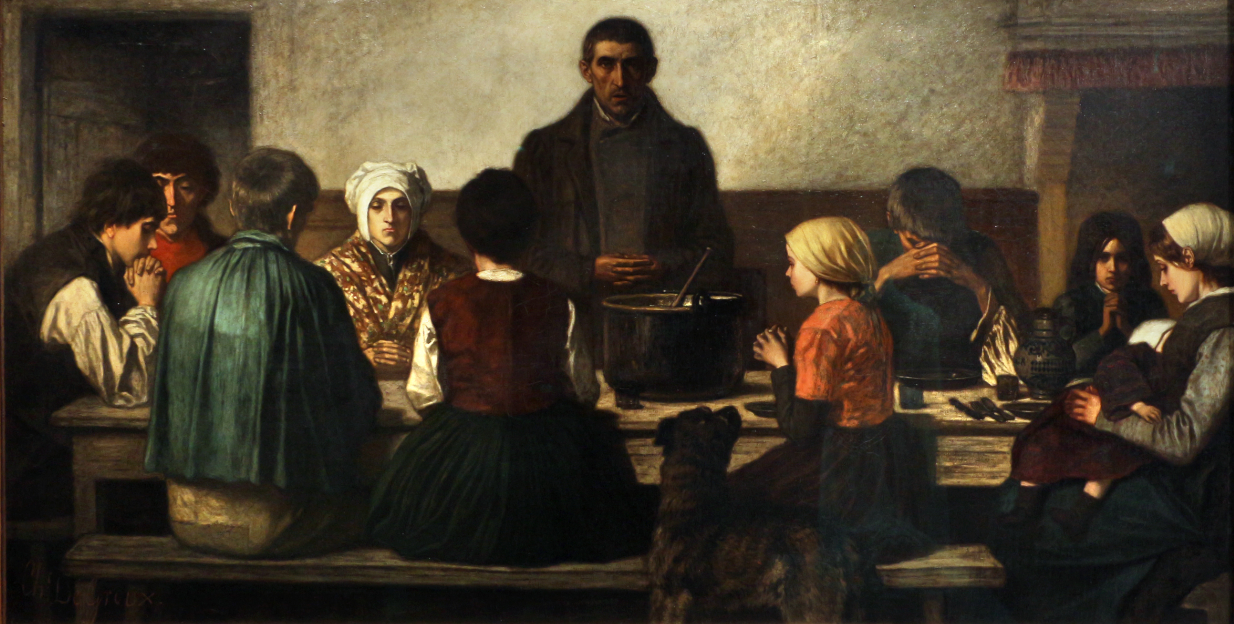
La benedicció (1860) de Charles de Groux

El realisme social com a moviment artístic que es va fer prominent als Estats Units d'Amèrica (EUA) entre les dues guerres mundials, com a reacció a les dificultats creixents per a la gent corrent, va ser influenciat per la tradició realista social europea que havia existit durant dècades.
El realisme social es remunta a la pintura del realisme francesa del segle xix d'Honoré Daumier, Gustave Courbet i Jean-François Millet. La Revolució Industrial britànica va despertar la preocupació per les pobres, i a la dècada del 1870 l'obra d'artistes com Luke Fildes, Hubert von Herkomer, Frank Holl i William Small es va reproduir àmpliament al setmanari il·lutrat The Graphic.
A Rússia, la societat cooperativa de pintors dels Peredvíjniki va ser crítica amb l'entorn social que provocava les condicions descrites, i va denunciar la «malvada» etapa tsarista. Ilià Repin va afirmar que la seva obra d'art tenia com a objectiu «criticar totes les monstruositats de la nostra vil societat» del període tsarista.
La fotografia realista social es basa en les tradicions documentals de finals del segle xix, com ara l'obra de Jacob Riis i Maksim Dmitriyev.

### Escola Ashcan

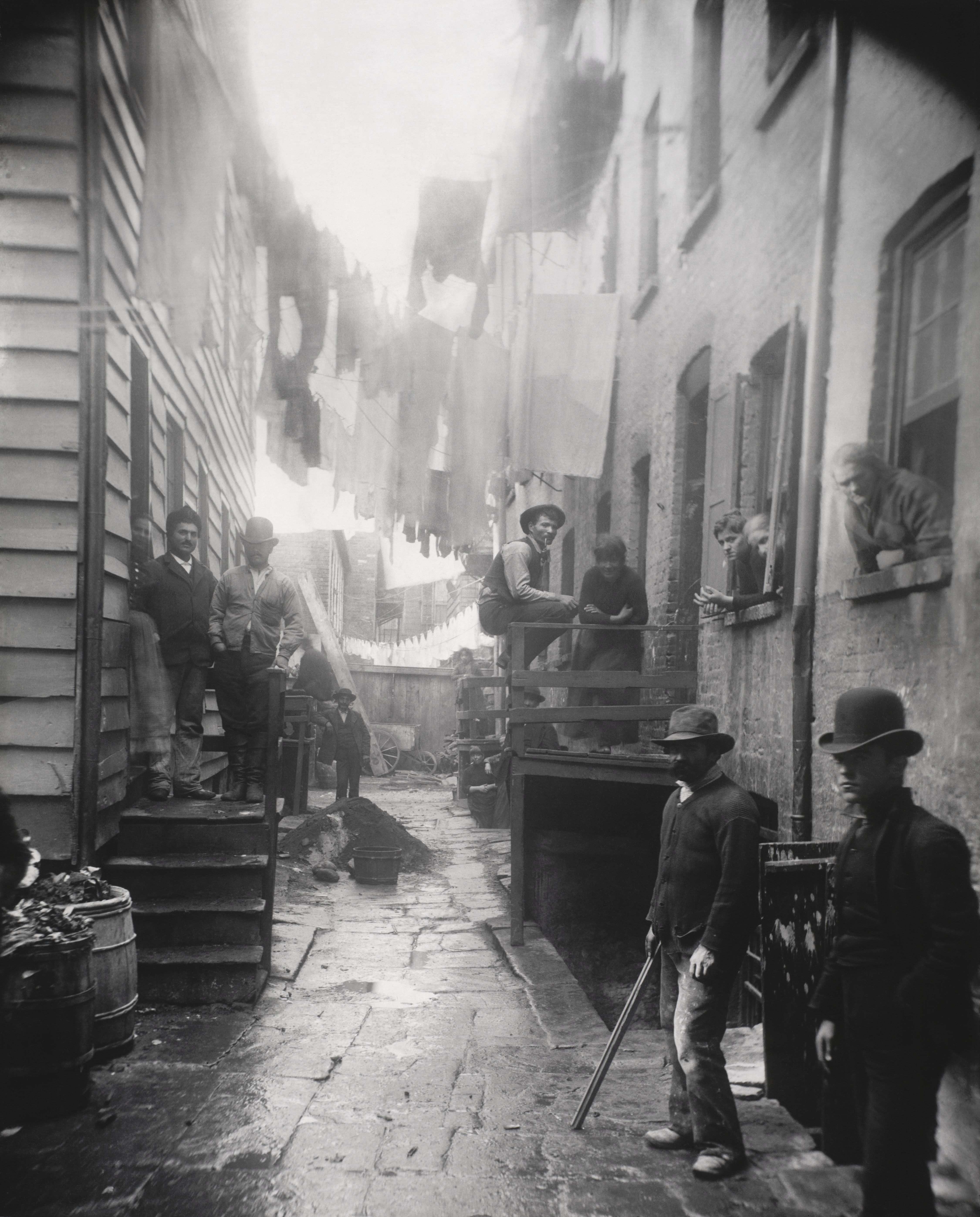
Bandit's Roost (1888), de Jacob Riis. Fotografia de Mulberry Street que era considerada la part de la ciutat de Nova York amb més crims

Cap al 1900, un grup d'artistes realistes encapçalat per Robert Henri va desafiar l'impressionisme i els acadèmics estatunidencs, en el que posteriorment es va anomenar Escola Ashcan. El terme va ser suggerit per un dibuix de George Wesley Bellows, titulat Disappointments of the ash can, que va aparèixer al Philadelphia Record l'abril de 1915.
En pintures, il·lustracions, gravats i litografies, el grup d'Ashcan es van concentrar a retratar la vitalitat de Nova York, amb una mirada atenta als esdeveniments presents i a la retòrica social i política de l'època al voltant dels problemes de la immigració i la pobresa urbana. L'Escola Ashcan va influir en l'art de la Gran Depressió, com el mural de Thomas Hart Benton City activity with Subway.

## Moviment artístic

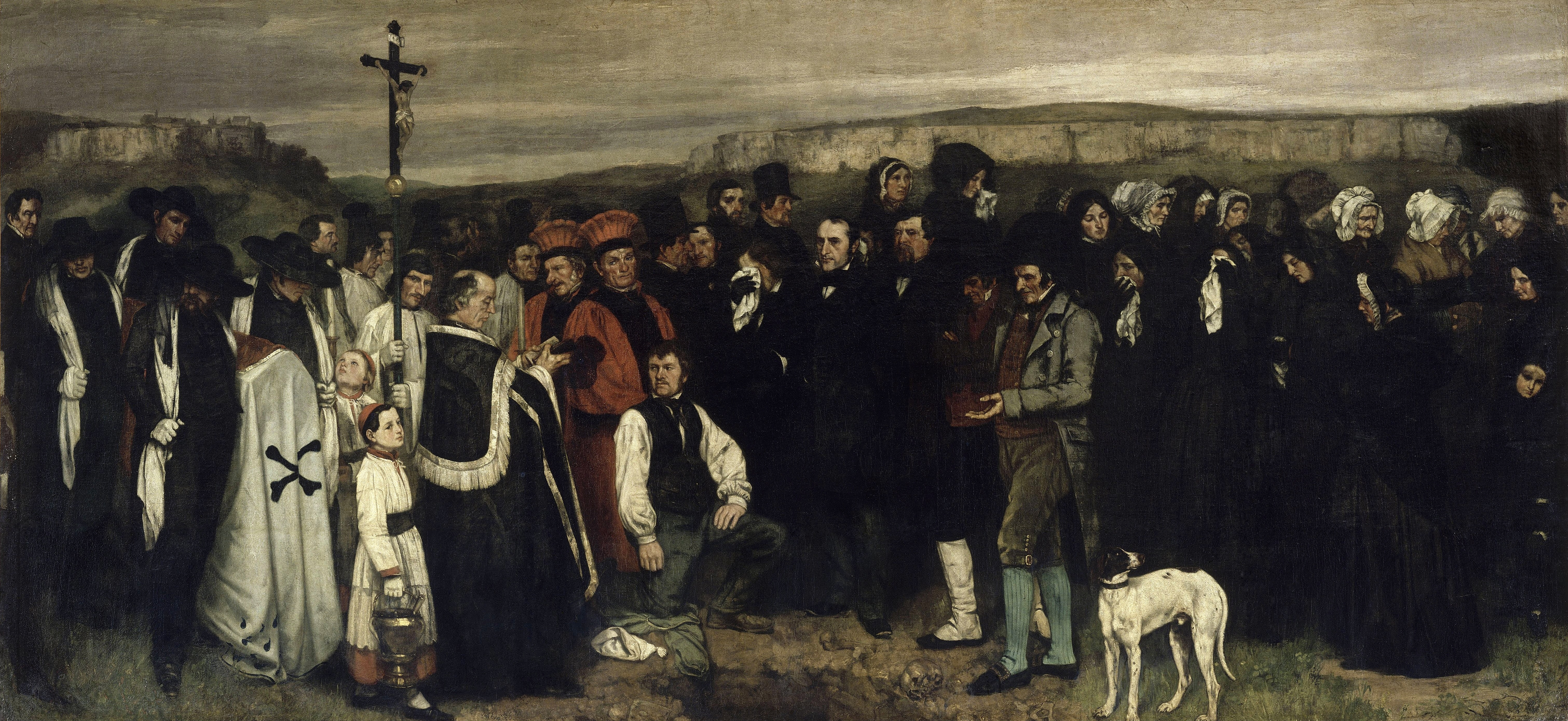
Enterrament a Ornans de Gustave Courbet

El realisme social que s'origina en la pintura del realisme europeu es va convertir en un moviment artístic important durant la Gran Depressió als EUA. Com a moviment artístic estatunidenc està estretament relacionat amb el regionalisme americà. El realisme social estatunidenc inclou obres d'artistes de l'Escola Ashcan com Edward Hopper, Jacob Lawrence, Aaron Douglas, Grant Wood, Philip Guston i d'altres. També s'estén a l'art de la fotografia, tal com exemplifiquen les obres de Walker Evans, Dorothea Lange, Margaret Bourke-White, Lewis Hine, Edward Steichen, Gordon Parks o Berenice Abbott.
A Mèxic, la pintora Frida Kahlo està associada al moviment del realisme social. També a Mèxic va tenir lloc el moviment del muralisme mexicà als anys 1920 i 1930, el qual va ser font d'inspiració per a molts artistes al nord de la frontera i un component important del moviment del realisme social. El muralisme mexicà es caracteritza pel seu contingut polític, en gran part marxista, i per la situació social i política del Mèxic postrevolucionari. Diego Rivera, David Alfaro Siqueiros, José Clemente Orozco i Rufino Tamayo són els impulsors més coneguts del moviment.

Molts artistes que van subscriure el realisme social eren pintors amb opinions polítiques socialistes. Per tant, el moviment té alguns punts en comú amb el realisme socialista de la Unió Soviètica i al Bloc de l'Est, tot i no ser idèntics atès que el realisme social no és un «art oficial» i deixa espai per a la subjectivitat. En determinats contextos, el realisme socialista ha estat descrit com una vessant específica del realisme social. El realisme social s'ha resumit de la següent manera:
| « | El realisme social es va desenvolupar com una reacció contra l'idealisme i l'ego exagerat fomentat pel romanticisme. Les conseqüències de la Revolució Industrial es van fer evidents: els centres urbans van créixer, els barris marginals van proliferar a una escala que contrastava amb l'exhibició de riquesa de les classes altes. Amb un nou sentit de consciència social, els realistes socials es van comprometre a "combatre l'art bonic" i qualsevol estil que atragués la vista o les emocions. Es van centrar en les incòmodes realitats de la vida contemporània i van simpatitzar amb les persones de classe treballadora, especialment amb els pobres. Van gravar el que van veure ("tal com existia") d'una manera desapassionada. El públic estava indignat pel realisme social, en part, perquè no sabia com mirar-lo ni què fer-hi. | » |

## A Amèrica

### EUA

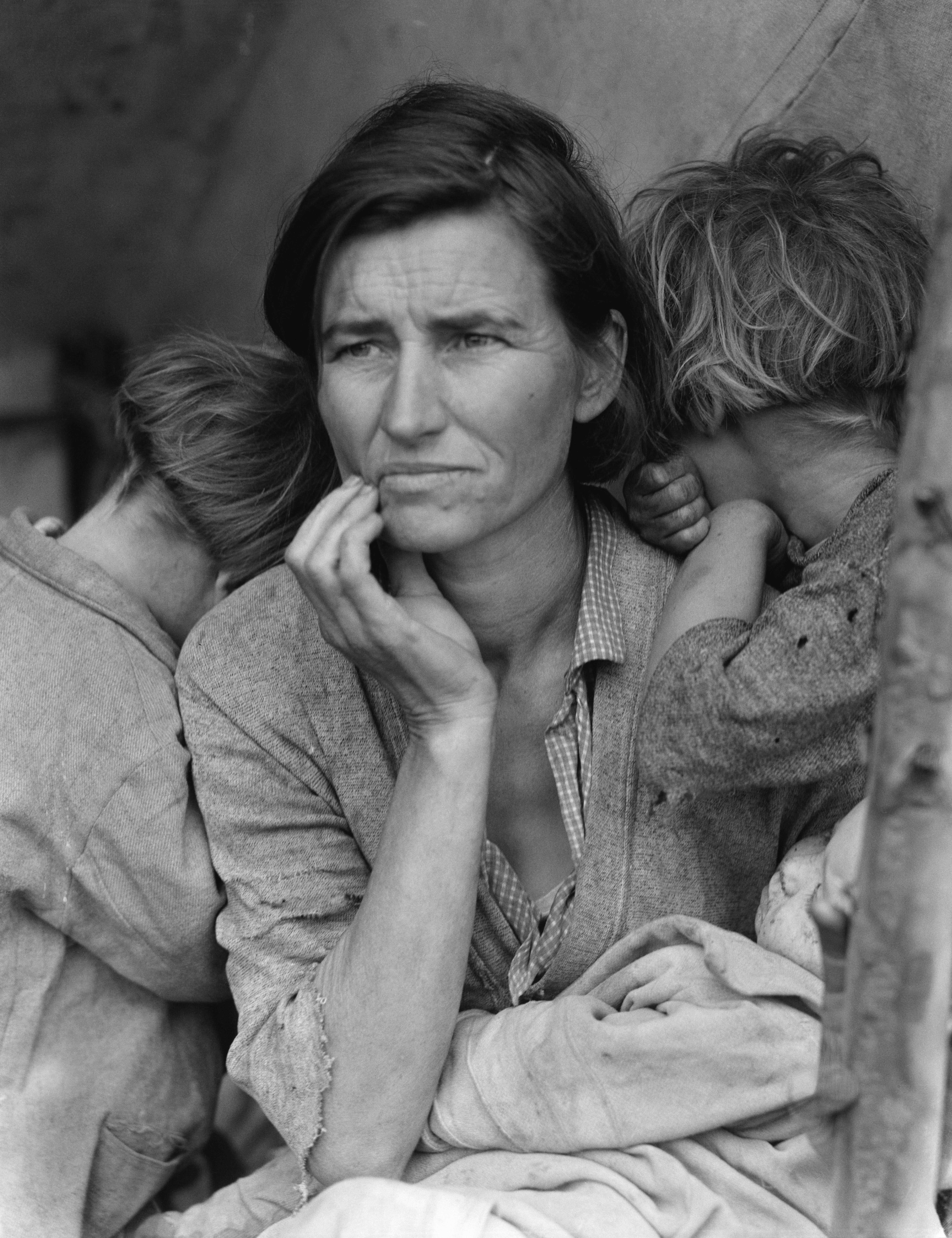
Mare migrant (1936) de Dorothea Lange. Aquest retrat de Florence Owens Thompson (1903-1983) és una foto icònica de la Gran Depressió

El realisme social als EUA es va inspirar en els muralistes mexicans actius després de la Revolució Mexicana de 1910. La fotografia realista social va assolir el seu punt culminant amb el treball de Dorothea Lange, Walker Evans i Ben Shahn per al projecte Farm Security Administration (FSA) de 1935 a 1943.
Després de la Primera Guerra Mundial, la vitalitat economia agrícola estatunidenca es va esfondrar a causa de la sobreproducció, la caiguda dels preus, el clima desfavorable i l'augment del mecanisme. Molts treballadors del camp estaven sense feina, moltes petites explotacions agrícoles es van veure obligades a endeutar-se i la masoveria va ser erradicada. Quan Franklin Delano Roosevelt va esdevenir president el 1932, gairebé dos milions de famílies camperoles vivien en la pobresa i milions d'acres de terra de conreu s'havien arruïnat per l'erosió del sol i les males pràctiques agrícoles.
L'FSA va ser una agència del New Deal dissenyada per a combatre la pobresa rural durant aquest període. L'agència va contractar fotògrafs per a proporcionar proves visuals que existia una necessitat i que els programes de l'FSA estaven satisfent aquesta demanda. En conjunt, aquesta missió va suposar més de 80.000 imatges en blanc i negre i ara es considera un dels projectes de fotografia documental més famosos de la història.
El Public Works of Art Project (WPA) va ser un programa per emprar artistes durant la Gran Depressió. Va ser el primer programa d'aquest tipus, des del desembre de 1933 fins al juny de 1934. Va ser dirigit per Edward Bruce del Departament del Tresor dels Estats Units i finançat per la Civil Works Adminitration.
Creada el 1935, la Works Progress Administration va ser l'organisme del New Deal més gran i ambiciós, que donava feina a milions de persones aturades (la majoria homes no qualificats) per a dur a terme projectes d'obra pública com edificis o carreteres.

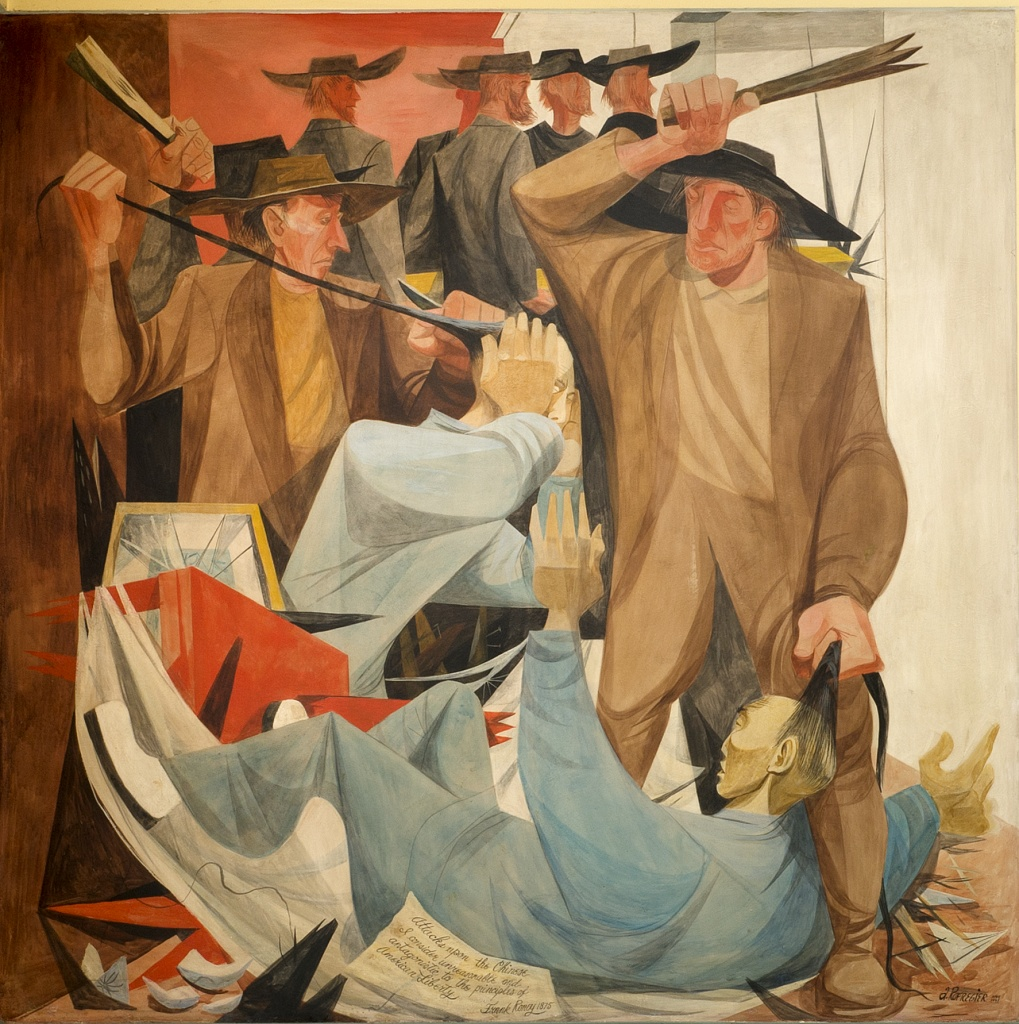
El mural Beating the Chines d'Anton Refregier al Rincon Center de San Francisco representa la violència ètnica present als disturbis de San Francisco de 1877

Amb l'aparició de l'expressionisme abstracte a la dècada del 1940, el realisme social semblava haver passat de moda. Diversos artistes del WPA van trobar feina a l'Oficina d'Informació de Guerra durant la Segona Guerra Mundial, realitzant cartells i altres materials visuals. Després de la guerra artistes com Jacob Lawrence, Ben Shahn, Bernarda Bryson Shahn, Raphael Soyer, Robert Gwathmey, Antonio Frasconi, Philip Evergood, Sidney Goodman i Aaron Berkman van continuar treballant amb modalitats i temes socials.
El realisme social i la creació d'art amb consciència social continuen avui en dia dins del món de l'art contemporani amb artistes com Sue Coe, Mike Alewitz, Kara Walker, Celeste Dupuy Spencer, Allan Sekula, Fred Lonidier i d'altres.

### Amèrica Llatina
Després de la Revolució Mexicana de 1910, els artistes mexicans van crear murals propagandístics que emfatitzaven l'esperit revolucionari i l'orgull per les tradicions dels pobles indígenes de Mèxic, com ara Història de Mèxic. De la conquesta al futur de Diego Rivera, Catarsi de José Clemente Orozco o La vaga de David Alfaro Siqueiros. Aquests murals també van fomentar el realisme social en altres països llatinoamericans, des d'Equador (La vaga d'Oswaldo Guayasamín) fins al Brasil (Cafè de Candido Portinari).

## A Europa

Quiosc (1952) de Bruno Caruso

A Bèlgica, els primers representants del realisme social es troben en l'obra d'artistes del segle xix com Constantin Meunier i Charles de Groux. A Gran Bretanya, artistes com James McNeill Whistler, Hubert von Herkomer i Luke Fildes van tenir un gran èxit amb pintures realistes que tractaven temes socials i representacions del món «real». Altres artistes europeus també van adoptar el realisme social a principis del segle xx, com ara el pintor i il·lustrador italià Bruno Caruso, els artistes alemanys Käthe Kollwitz, George Grosz, Otto Dix i Max Beckmann; l'artista suec Torsten Billman; els artistes holandesos Charley Toorop i Pyke Koch; els artistes francesos Maurice de Vlaminck, Roger de La Fresnaye, Jean Fautrier i Francis Gruber i els artistes belgues Eugène Laermans i Constant Permeke.
La polarització política va fer que la distinció entre realisme social i realisme socialista es tornés menys òbvia a l'opinió pública, tot i que a mitjans del segle XX l'art abstracte l'havia substituït com a moviment artístic hegemònic tant a l'Europa occidental com als Estats Units d'Amèrica.
La pintura del realisme representa l'actualitat del que els ulls poden veure i va ser una forma d'art molt popular a França a mitjans i finals del segle xix. Va sorgir amb la introducció de la fotografia, una nova font visual que va crear el desig que la gent produís coses que semblen «objectivament reals». El realisme s'oposava al romanticisme, el gènere que va dominar la literatura i les obres d'art franceses a mitjans del segle xix. El realisme afirmava l'existència de la realitat externa i es va revoltar contra l'emotivisme exagerat. La veritat i l'exactitud es van convertir en els objectius de molts realistes com Gustave Courbet.

### Rússia i la Unió Soviètica

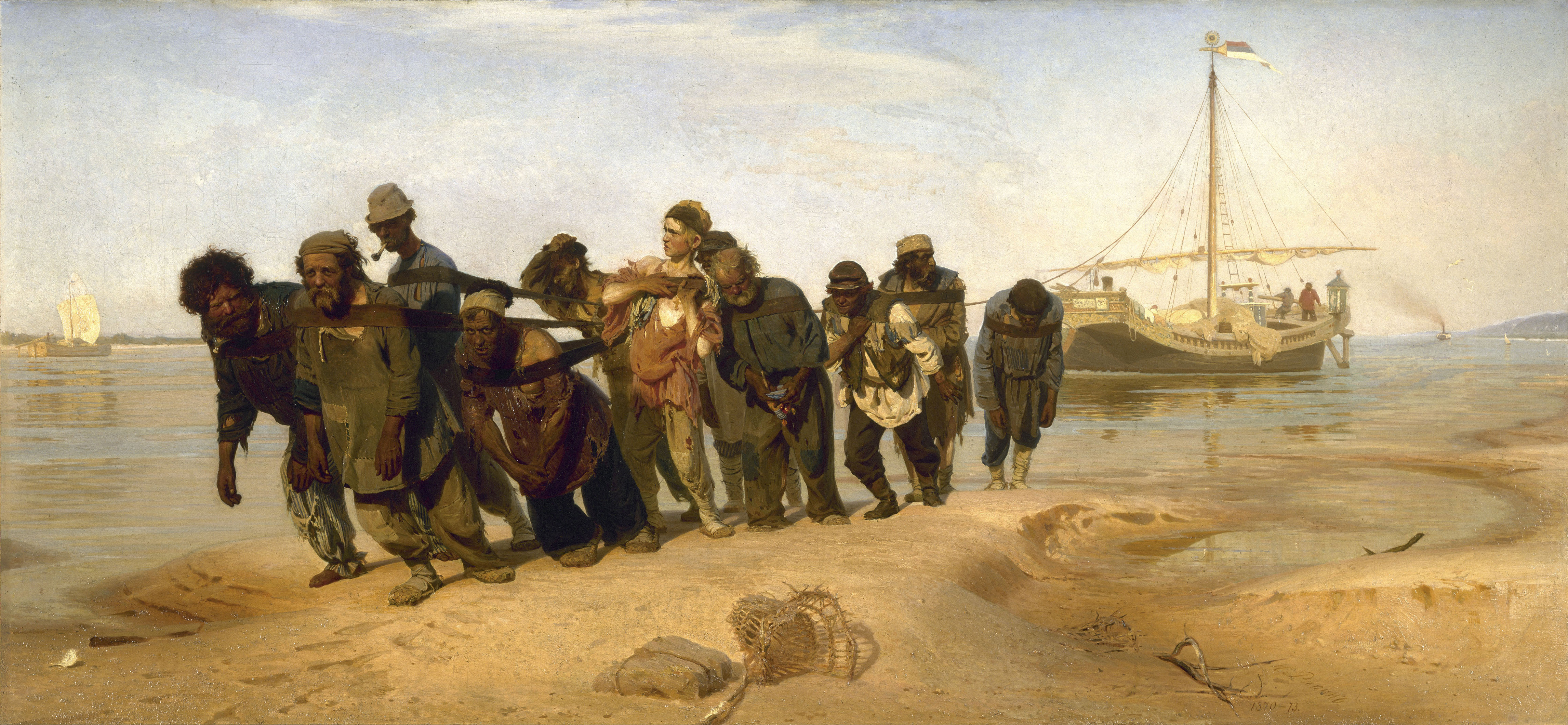
Transportadors de barcasses al Volga (1870–1873) d'Ilià Repin

El moviment realista francès tenia equivalents a tots els altres països europeus, desenvolupant-se una mica més tard. En particular, el grup Peredvíjniki rus es va formar a la dècada del 1860 i va organitzar exposicions a partir de 1871. D'aquesta important tendència va sorgir el realisme socialista, que va dominar la cultura i l'expressió artística soviètica durant més de 60 anys. El realisme socialista va ser un moviment artístic que va representar la vida social i política contemporània dels anys 1930 des d'un punt de vista d'esquerres. Representava temes d'interès social: la lluita del proletariat, les dificultats de la vida quotidiana que la classe obrera havia de suportar i destacava heroicament els valors dels treballadors comunistes.
La ideologia darrere del realisme social, comunicada mitjançant la representació de l'heroisme de la classe obrera, era promoure i desencadenar accions revolucionàries, difondre una imatge d'optimisme i la importància de la productivitat. Mantenir l'optimisme significava crear una idea de patriotisme important en la lluita per a construir una nació socialista reeixida. El diari Literaturnaya Gazeta va descriure el realisme social com «la representació de la revolució proletària». Durant el mandat d'Ióssif Stalin es va considerar prioritari utilitzar el realisme socialista com a forma de propaganda en els cartells, ja que mantenia l'optimisme i fomentava un major esforç productiu, fet necessari en l'objectiu de convertir Rússia en una nació industrialitzada.

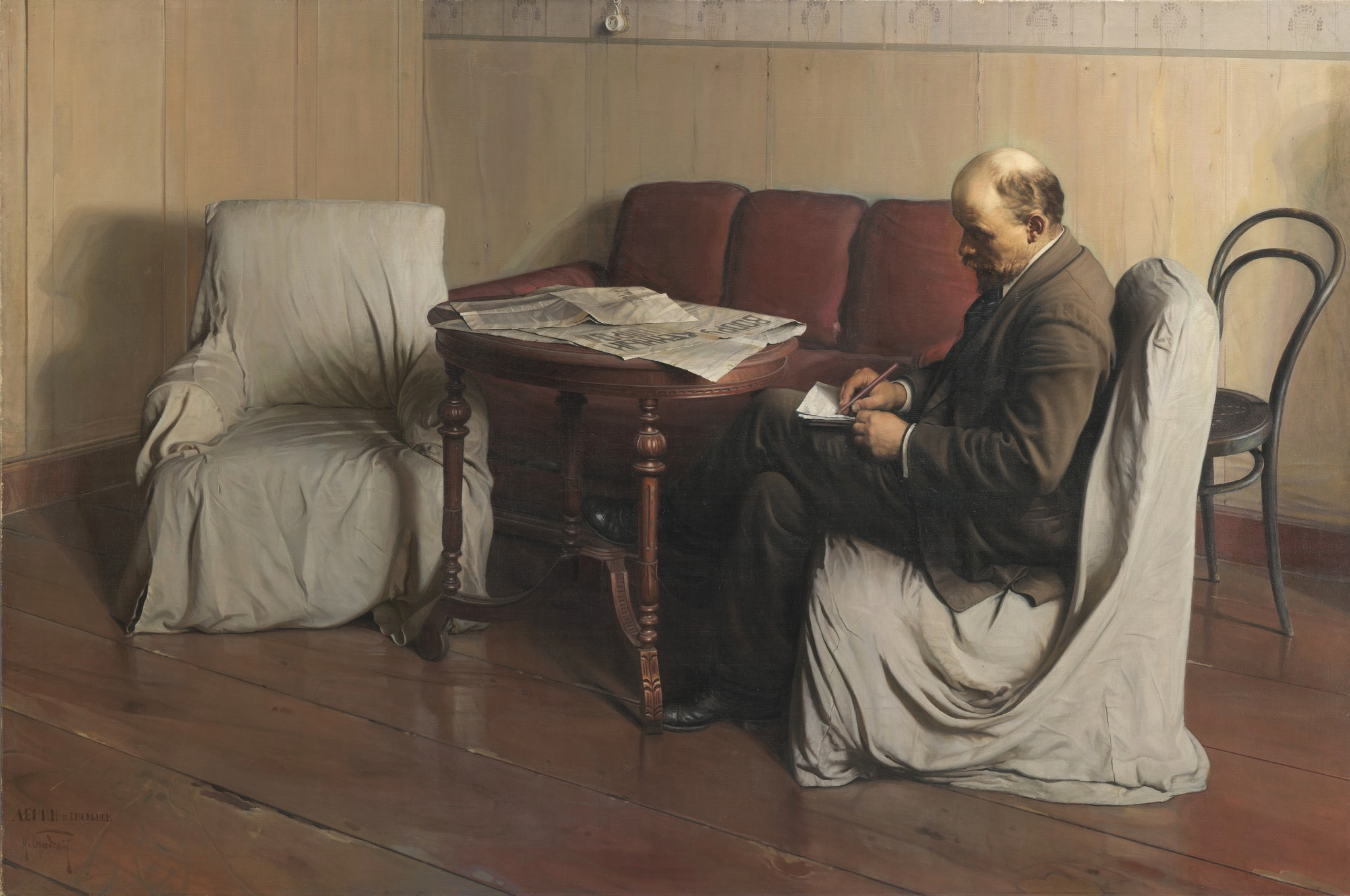
Lenin a Smolny (1930) d'Isaak Brodsky

Vladímir Lenin considerava que l'art havia de pertànyer al poble i s'havia de posar al costat del proletariat: «l'art s'ha de basar en els seus sentiments, pensaments i demandes, i ha de créixer amb ell», així com la literatura havia de formar part de la causa comuna del proletariat. Després de la Revolució Russa de 1917, els líders del partit comunista recentment format van fomentar l'experimentació de diferents tipus d'art. Lenin tenia el convenciment que l'estil d'art que l'URSS hauria de promoure havia de ser fàcil d'entendre (descartant l'art abstracte com el suprematisme i el constructivisme) per a les masses encara analfabetes.
La Unió d'Escriptors Soviètics va avalar la nova ideologia del realisme socialista. L'any 1934, tots els altres grups d'art independents van ser abolits, fet que va fer gairebé impossible que algú no vinculat a la Unió d'Escriptors Soviètics publiqués res. Qualsevol pintura o peça literària no conforme amb el realisme socialista va ser censurada o prohibida. Aquest nou moviment artístic va ser un dels plantejaments artístics més pragmàtics i duradors del segle XX i amb la revolució socialista va arribar també una revolució cultural. També va dotar a Stalin i al Partit Comunista de la Unió Soviètica d'un major control sobre la cultura i va restringir l'expressió d'ideologies que diferien de les representades en el realisme socialista.

## Al cinema
El realisme social al cinema va trobar la seva manifestació en el neorealisme italià, especialment en les pel·lícules de Roberto Rossellini, Vittorio De Sica i, en part, Federico Fellini.

### Gran Bretanya
El primer cinema britànic va utilitzar la interacció social comuna que es troba a les obres literàries de Charles Dickens i Thomas Hardy. Una de les primeres pel·lícules britàniques a emfatitzar el valor del realisme com a protesta social va ser A Reservist Before the War, and After the War (1902), de James Williamson, sobre un soldat de la Segona guerra Bòer que tornava a casa i es tova a l'atur. La censura repressiva durant els anys 1945–54 va impedir que les pel·lícules britàniques mostressin posicions socials més radicals.
Durant la Segona Guerra Mundial el realisme social al cinema va reflectir la transformació de la societat en temps de guerra. Les dones treballaven a les fàbriques de municions, desafiant els rols de gènere preassignats. El racionament, els atacs aeris i la intervenció estatal sense precedents en la vida de l'individu van fomentar una filosofia i una visió del món més socials. En són exemples Target for Tonight (1941), Sang, suor i llàgrimes (1942), Millions Like Us (1943) i This Happy Breed (1944). L'historiador Roger Manvell va escriure: «A mesura que els cinemes [tancats inicialment per la por dels atacs aeris] van tornar a obrir, el públic els va inundar buscant alleujar el treball extenuant, companyonia, alliberar la tensió, indulgència emocional i trobar certa reafirmació dels valors humans».
A la postguerra, pel·lícules com Passport to Pimlico (1949), The Blue Lamp (1949) i The Titfield Thunderbolt (1952) van reiterar els valors classistes, creant certa tensió entre la camaraderia dels anys de guerra i la creixent societat de consum.
L'arribada el 1946 de Sydney Box a la direcció de Gainsborough Pictures va comportat una transició dels melodrames de Gainsborough, que havien tingut èxit durant els anys de la guerra, al realisme social. Temes com les relacions sexuals a curt termini, l'adulteri i els naixements il·legítims van florir durant la Segona Guerra Mundial i Box va portar aquests i altres problemes socials, com l'adopció infantil, la delinqüència juvenil i les persones desplaçades a un primer pla amb pel·lícules com When the Bough Breaks (1947), Good-Time Girl (1948), Portrait from Life (1948), The Lost People (1949) i Boys in Brown (1949). Les pel·lícules sobre noves formes de lleure en ràpida expansió entre les famílies de classe treballadora a la Gran Bretanya de la postguerra també van ser representades per Box a Holiday Camp (1947), Easy Money (1948) i A Boy, a Girl and a Bike (1949) i Box es va centrar en qüestions relacionades amb l'avortament, la prostitució adolescent, la bigàmia, la negligència infantil, el robatori i el tràfic de drogues en pel·lícules com Street Corner (1953), Too Young to Love (1959) i Subway in the Sky (1959).
A les dècades del 1950 i 1960 va sorgir el moviment anomenat Free Cinema. Autors anglesos com Karel Reisz, Tony Richardson i John Schlesinger van aportar plans amples i llenguatge de carrer. La relaxació de la censura va permetre als cineastes retratar temes com la prostitució, l'avortament, l'homosexualitat i l'alienació. Els personatges incloïen obrers fabrils, subalterns d'oficina, dones insatisfetes, núvies embarassades, fugitius, marginats, pobres i deprimits. El protagonista del Free Cinema sol ser un home de classe treballadora sense rumb en una societat en què les fàbriques tradicionals i la cultura que l'acompanya estaven en declivi. Mike Leigh i Ken Loach també fan pel·lícules de realisme social contemporani.

### Índia
El realisme social també va ser adoptat pel Bollywood dels anys 1940 i 1950 a Neecha Nagar (1946), de Chetan Anand, que va guanyar la Palma d'Or al 1r Festival Internacional de Cinema de Cannes, i Two Acres of Land (1953) de Bimal Roy, que va guanyar el Premi Internacional al Festival de Cannes de 1954. L'èxit d'aquestes pel·lícules va donar lloc a les primeres pel·lícules de Tollywood com Nagarik (1952) de Ritwik Ghatak i The Apu Trilogy (1955–59) de Satyajit Ray. El realisme al cinema de l'índia es remunta als anys 1920 i 1930, amb exemples primerencs com les pel·lícules de V. Shantaram Indian Shylock (1925) i The Unaccpected (1937).